# 30e cérémonie des Gotham Independent Film Awards
La 30e cérémonie des Gotham Independent Film Awards (30th Annual Gotham Independent Film Awards), présenté par l'Independent Filmmaker Project, s'est tenu le 11 janvier 2021. 

## Gagnants et nommés

### Meilleur film
- Nomadland

### Meilleur documentaire
- A Thousand Cuts
- Time

### Meilleur acteur
- Riz Ahmed pour le rôle de Ruben Stone dans Sound of Metal

### Meilleure actrice
- Nicole Beharie pour le rôle de Turquoise Jones dans Miss Juneteenth

### Meilleur scénario
Radha Blank pour The Forty-Year-Old Version 
Dan Sallitt pour Fourteen

### Breakthrough Actor
- Kingsley Ben-Adir pour le rôle de Malcolm X dans One Night in Miami

### Meilleure série - forme longue
- Watchmen

### Meilleure série - format court
- I May Destroy You

### Audience Award
- Nomadland

### Gotham Tributes
- Chadwick Boseman (posthume)
- Viola Davis
- Steve McQueen
- Ryan Murphy